# タイ・プレミアリーグ1999
タイ・プレミアリーグ1999は、1996-97シーズンに創設されてから4シーズン目のタイ・プレミアリーグである。スポンサーであるカルテックスの名を冠し、大会名はカルテックス・プレミアリーグ（タイ語: คาลเท็กซ์ พรีเมียร์ ลีก, 英語: Caltex Premier League）。

## 概要
1999年シーズンは、昨年のタイ・ディヴィジョン1リーグの優勝チームが昇格した。バンコク・バンク・オブ・コマースはプレミアリーグ初昇格となった。
ロイヤル・タイ・エアフォースが2シーズンぶり通算2回目の優勝を果たした。ロイヤル・タイ・エアフォースはアジアクラブ選手権2000-01出場権、BECテロ・サーサナはアジアカップウィナーズカップ2000-01出場権を獲得した。ロイヤル・タイ・アーミー、バンコク・バンク・オブ・コマースの2チームはディヴィジョン1リーグへ降格する。
タイ・ファーマーズ・バンクのスティー・スックソムギットが13得点で得点王に輝いた。年間最優秀監督にはロイヤル・タイ・エアフォースのピヤポン・ピウオンが選出された。ピヤポン・ピウオンは2シーズンぶり通算2回目の年間最優秀監督賞受賞。

## 所属チーム（1999年シーズン）
- シンタナ （前年優勝）
- ロイヤル・タイ・エアフォース
- BECテロ・サーサナ
- ポート・オーソリティ・オブ・タイランド
- バンコク・バンク
- TOT
- ロイヤル・タイ・アーミー
- タイ・ファーマーズ・バンク
- クルン・タイ・バンク
- オーソットサパー
- バンコク・メトロポリタン・アドミニストレーション
- バンコク・バンク・オブ・コマース（Bangkok Bank of Commerce） （ディヴィジョン1リーグから昇格）

## 順位表
| 順位 | チーム                                           | 試 | 勝 | 分 | 敗 | 得 | 失 | 差   | 勝点 | 備考                                 |
| ---- | ------------------------------------------------ | -- | -- | -- | -- | -- | -- | ---- | ---- | ------------------------------------ |
| 1    | ロイヤル・タイ・エアフォース (C)                 | 22 | 11 | 6  | 5  | 43 | 27 | +161 | 392  | アジアクラブ選手権2000-01            |
| 2    | ポート・オーソリティ・オブ・タイランド           | 22 | 12 | 3  | 7  | 31 | 16 | +15  | 392  |                                      |
| 3    | BECテロ・サーサナ                                | 22 | 11 | 6  | 5  | 35 | 23 | +12  | 392  | アジアカップウィナーズカップ2000-013 |
| 4    | オーソットサパー                                 | 22 | 10 | 9  | 3  | 32 | 21 | +11  | 392  |                                      |
| 5    | TOT                                              | 22 | 11 | 5  | 6  | 26 | 20 | +6   | 38   |                                      |
| 6    | タイ・ファーマーズ・バンク                       | 22 | 8  | 8  | 6  | 37 | 31 | +6   | 32   |                                      |
| 7    | シンタナ                                         | 22 | 9  | 3  | 10 | 30 | 30 | 0    | 30   |                                      |
| 8    | バンコク・バンク4                                | 22 | 7  | 7  | 8  | 22 | 21 | +1   | 28   |                                      |
| 9    | バンコク・メトロポリタン・アドミニストレーション | 22 | 7  | 5  | 10 | 24 | 28 | -4   | 26   |                                      |
| 10   | クルン・タイ・バンク                             | 22 | 5  | 10 | 7  | 28 | 32 | -4   | 25   |                                      |
| 11   | ロイヤル・タイ・アーミー                         | 22 | 7  | 4  | 11 | 25 | 30 | -5   | 25   | TPL・DIV1入れ替え戦                  |
| 12   | バンコク・バンク・オブ・コマース                 | 22 | 0  | 2  | 20 | 11 | 65 | -54  | 2    | ディヴィジョン1リーグ降格            |

1 最終第22節に降格が決まっていたバンコク・バンク・オブ・コマース相手に10-0で大勝し、ポート・オーソリティ・オブ・タイランドを得失点差で上回り優勝した。タイサッカー協会は、この試合結果について調査を行った。

2 順位は得失点差による。

3 経緯不明。

4 タイFAカップ1999優勝。
- Thailand 1999 - RSSSF (Rec.Sport.Soccer Statistics Foundation)
- Thailand - List of Cup Winners - RSSSF

## TPL・DIV1入れ替え戦
11位のロイヤル・タイ・アーミーとタイ・ディヴィジョン1リーグ2位のロイヤル・タイ・ネイビーが対戦した。ロイヤル・タイ・アーミーはディヴィジョン1リーグに降格し、ロイヤル・タイ・ネイビーはタイ・プレミアリーグに昇格する。
| チーム1                  | 結果  | チーム2                  |
| ------------------------ | ----- | ------------------------ |
| ロイヤル・タイ・アーミー | 0 - 1 | ロイヤル・タイ・ネイビー |

## 表彰
- 得点王 :  スティー・スックソムギット （タイ・ファーマーズ・バンク）
- 年間最優秀監督賞 :  ピヤポン・ピウオン （ロイヤル・タイ・アーミー）

## FAカップ
タイFAカップ1999は、バンコク・バンクが決勝でオーソットサパーに2-1で勝利した。

## コー・ロイヤルカップ
コー・ロイヤルカップ1999は、プレミアリーグ優勝のロイヤル・タイ・エアフォースが同2位のポート・オーソリティ・オブ・タイランドに勝利した。

## タイ・ディヴィジョン1リーグ
タイ・ディヴィジョン1リーグ1999-2000は、ロイヤル・タイ・ポリスが優勝した。2位のロイヤル・タイ・ネイビーはTPL・DIV1入れ替え戦でロイヤル・タイ・アーミーに1-0で勝利した。ロイヤル・タイ・ポリス、ロイヤル・タイ・ネイビーは来シーズンのプレミアリーグに昇格する。